# ドンスコイ
ドンスコイ（英: Donskoy）は、ネコの品種のひとつ。ロシア起源で、スフィンクスと同様、無毛のネコである。ドン・スフィンクス、ドン・ヘアレスとも呼ばれる。この品種は、1987年にロシアのロストフ・ナ・ドヌで、ブリーダーのエレーナ・コバレワによって発見された無毛のネコが起源である。スフィンクスとの違いは、スフィンクスの無毛が劣性遺伝によるものであるのに対し、ドンスコイの無毛は優性遺伝によるものである。

## 特徴
平均体重は2.5kg～4.0kgで、筋肉質の体つき、大きな耳、アーモンド形の目、水かきのある足が特徴である。ネコの中では例外的に体中に汗腺を持ち、全身に汗をかく。被毛のタイプは「ラバーボールド」、「フロックド」、「ベロア」、「ブラッシュ」の4種で、「ブラッシュ」以外はすべて無毛であるが、「ブラッシュ」も生後3年ほどで毛が抜け落ちて無毛になる。冬には胸と尾の先に毛が生える。
無毛のため皮膚病にかかりやすく、日焼けもしやすいため、基本的には室内飼いをすべき品種である。性格は穏やかで人懐こく、好奇心旺盛だが飼い主の言うことはよく聞く賢さを持つため、飼いやすい品種といえる。